# 대의면
대의면(大義面)은 대한민국 경상남도 의령군의 면이다. 의령군 서부에 위치한 산간지대이며, 1시 3군 경계에 위치하며 미맥에서 복합영농으로 전환하여 칡, 한우 및 딸기 집산지로 성장하고 있다.

## 연혁
- 1919년 대곡면과 모의면이 병합되어 대의면으로 개칭
- 1947년 다사리에서 마쌍리 현위치로 청사 이전
- 1989년 삼가면 외토리 신점마을 일부 편입

## 행정 구역
- 마쌍리
- 중촌리
- 천곡리
- 심지리
- 다사리
- 행정리
- 추산리
- 신전리
- 하촌리

## 교육
- 대의초등학교
- 미연서원

## 문화재
- 금동연가7년명여래입상 - 국보 제119호, 국립중앙박물관 소장